# Municipio de Perry (condado de Montgomery)
El municipio de Perry (en inglés: Perry Township) es un municipio ubicado en el condado de Montgomery en el estado estadounidense de Ohio. En el año 2010 tenía una población de 5999 habitantes y una densidad poblacional de 63,32 personas por km².

## Geografía
El municipio de Perry se encuentra ubicado en las coordenadas 39°47′18″N 84°25′29″O / 39.78833, -84.42472. Según la Oficina del Censo de los Estados Unidos, el municipio tiene una superficie total de 94.74 km², de la cual 94,74 km² corresponden a tierra firme y (0 %) 0 km² es agua.

## Demografía
Según el censo de 2010, había 5999 personas residiendo en el municipio de Perry. La densidad de población era de 63,32 hab./km². De los 5999 habitantes, el municipio de Perry estaba compuesto por el 97,57 % blancos, el 0,47 % eran afroamericanos, el 0,18 % eran amerindios, el 0,28 % eran asiáticos, el 0,05 % eran de otras razas y el 1,45 % eran de una mezcla de razas. Del total de la población el 0,57 % eran hispanos o latinos de cualquier raza.